# Sic 'Em, Towser
Sic 'Em, Towser er en amerikansk stumfilm fra 1918.

## Medvirkende
- Harold Lloyd
- Snub Pollard
- Bebe Daniels
- William Blaisdell
- Sammy Brooks
- Lige Conley
- William Gillespie
- Helen Gilmore
- Gus Leonard
- James Parrott
- Charles Stevenson
- Dorothea Wolbert